# Pangio signicauda
Pangio signicauda är en fiskart som beskrevs av Ralf Britz och Maclaine 2007. Pangio signicauda ingår i släktet Pangio och familjen nissögefiskar. Inga underarter finns listade i Catalogue of Life.